# Nombre equidigital

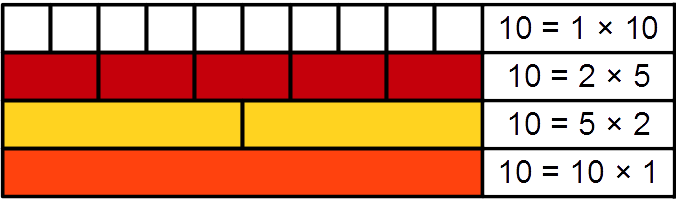
La demostració, amb reglets de Cuisenaire, que el nombre compost 10 és equidigital: 10 té dos dígits i 2 × 5 té dos dígits (l'1 està exclòs)

Un nombre equidigital és un nombre natural que té el mateix nombre de dígits que el nombre de dígits en la seva descomposició en factorització en nombres primers, inclosos els exponents però excloent els exponents iguals a 1.
Per exemple, en aritmètica de base 10: 1, 2, 3, 5, 7, 10, 11, 13, 14, 15, 16, 17, 19, 21, 23, 25, 27, 29, 31, 32, 35, 37, 41... són nombres equidigitals (successió A046758 a l'OEIS). Per definició, tots els nombres primers són números equidigitals en qualsevol base.
Un nombre que sigui equidigital o frugal es diu «nombre econòmic».